# Cirsium

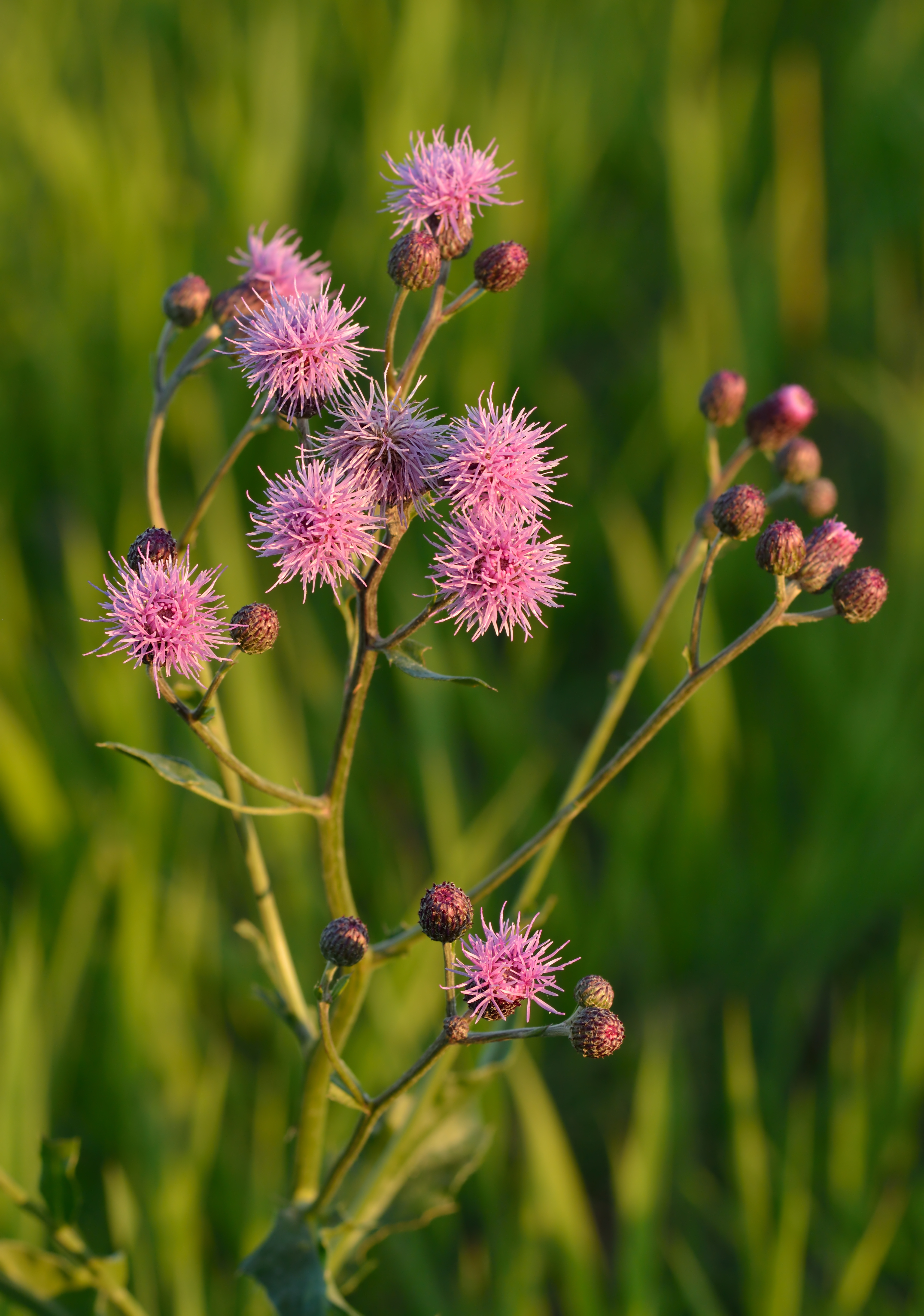
Cirsium arvense

Cirsium Miller 1754 è un genere di piante angiosperme dicotiledoni appartenenti alla famiglia delle Asteraceae, dall'aspetto di erbacee annuali o perenni tipicamente provviste di aculei.

## Etimologia
Il nome del genere (Cirsium) deriva dalla parola greca kirsos = varice; da questa radice deriva poi la denominazione Kirsion, un vocabolo che sembra servisse ad identificare una pianta usata per curare questo tipo di malattia. Da kirsion  in tempi moderni il botanico francese Tournefort (1656 - 708) derivò il nome Cirsium dell'attuale genere.

Il nome italiano “Cardo” è abbastanza generico in quanto nel linguaggio comune si riferisce a diversi generi e specie di piante. Tra i generi che vengono chiamati direttamente “cardo”, oppure hanno una o più specie che comunemente si chiamano con questo nome citiamo: Carduus, Carduncellus, Carlina, Centaurea, Cnicus, Cynara, Echinops, Galactites, Jurinea, Onopordum, Scolymus, Silybum, Tyrimnus, tutti della famiglia delle Asteraceae. Ma anche in altre famiglie abbiamo dei generi con delle specie che volgarmente vengono chiamate “cardi” : il genere Eryngium della famiglia delle Apiaceae o il genere Dipsacus della famiglia delle Dipsacaceae.

In francese il cardo viene chiamato Chardon sauvages, mentre in inglese si chiama Wild cardoons.

La prima descrizione di questo genere si è avuta per opera del botanico scozzese Philip Miller (1691 – 1771) nella pubblicazione ”Gardeners Dictionary”  del 1754.

## Descrizione
Sono piante erbacee o sub-arbustive, annue, bienni o perenni con altezze che possono andare da pochi decimetri fino a 4 metri (Cirsium subcoriaceum (Less.) Sch.Bip.). Le forme biologiche prevalenti delle specie di questo genere sono (relativamente alla flora spontanea della penisola italiana): emicriptofite scapose (H scap) e emicriptofite bienni (H bienn).

### Radici
Le radici normalmente sono a fittone o secondarie da rizoma.

### Fusto
I fusti sono eretti, da uno a molti per pianta, ramificati o semplici. Spesso sono spinosi e alati a causa delle foglie decorrenti verso il basso. Generalmente il fusto prosegue sottoterra con robusti rizomi.

### Foglie
Le foglie si dividono in basali e cauline. Quelle basali in genere formano una rosetta basale; nelle piante a ciclo biologico bienne durante il primo anno è solamente questa parte che si sviluppa (la fioritura avviene nel secondo anno). Le foglie lungo il caule sono alterne, sessili e semi- amplessicauli. La lamina è intera o divisa con forme lineari o lanceolate o 1-3-pennatosette. Il margine fogliare è finemente dentato o è dentato in modo grossolano; in tutti i casi sono spinose sia per spini molli che duri e rigidi e a volte anche molto lunghi. Le pagine superiori possono essere lisce o scabre generalmente colorate di verde; quella inferiore a volte può essere molto pelosa. Le foglie inferiori sono generalmente divise, quelle superiori progressivamente ridotte e intere.

### Infiorescenza
L'infiorescenza è formata da grandi capolini discoidi, normalmente terminali su medi-lunghi peduncoli, composti da molti fiori. I capolini possono essere solitari o multipli con formazioni racemose, panicolate o corimbose. I capolini, come in tutte le Asteraceae, sono formati da un involucro composto da squame al cui interno un ricettacolo fa da base ai fiori (quelli periferici del raggio – assenti nelle specie di questo genere - e quelli interni del disco). L'involucro è a forma più o meno ovoidale (o sferica o cilindrica) provvisto di numerosi ranghi di squame embricate. Le squame sono disposte su 5 – 20 serie; quasi sempre sono mucronate (o spinose) all'apice; quelle più interne sono senza spine e piatte; in alcune specie sono più simili a foglie che a squame. Il ricettacolo è piatto o convesso, senza pagliette a protezione della base dei fiori. I fiori sono da 25 a 200 per capolino.

### Fiori
Il colore dei fiori è in prevalenza porporino; ma vi sono specie cono altri colori come il bianco, il carnicino, il giallo – cedrino o anche giallo – bianchiccio. I fiori sono solamente del tipo tubuloso (il tipo ligulato, presente nella maggioranza delle Asteraceae,  qui è assente), sono inoltre ermafroditi (raramente sono unisessuali), tetraciclici (calice– corolla – androceo – gineceo) e pentameri.  I fiori sono tutti fertili, ma vi sono dei casi nei quali i fiori più periferici sono sterili.
- Formula fiorale :

- /x K {\displaystyle \infty }, [C (5), A (5)], G 2 (infero), achenio

- Calice:  i sepali del calice sono ridotti al minimo (una coroncina di scaglie).
- Corolla: la corolla ha la forma tubolare con 5 stretti lobi. I tubi sono lunghi e sottili (lievemente piegati nella zona distale). La gola è breve e quasi improvvisamente si allarga nei lobi.
- Androceo: gli stami sono 5 ed hanno dei filamenti liberi (distinti) e papillosi che possiedono la particolarità di compiere dei movimenti per liberare il polline. Le antere sono caudate alla base (hanno una coda corta) con appendici apicali lineari-oblunghe.
- Gineceo l'ovario è infero; lo stilo ha un stimma bifido che sporge notevolmente dalla corolla; gli stigmi sono glabri (hanno un ciuffo di peli solo all'apice dello stilo). La superficie stigmatica è posta all'interno degli stigmi.[16]

### Frutti
Il frutto è un achenio a forma generalmente ovoidale a volte compresso (di forma bislunga), mentre a volte può essere globoso o piriforme. La superficie può essere liscia e glabra. Nella parte apicale è presente un anello. Caratteristico è il pappo persistente (o caduco) formato da più serie (da 3 a 5) di piume saldate alla base. Un importante elemento di distinzione di questo genere dagli altri è il tipo di setole del pappo che nel genere Cirsium sono piumose (in altri generi, ad esempio nel genere Carduus le setole sono lisce o dentellate). Ma anche la forma dell'achenio è un importante carattere di distinzione dai generi vicini.

## Biologia
- Impollinazione: l'impollinazione avviene tramite insetti (impollinazione entomogama). Gli insetti sono del tipo farfalle diurne e notturne (lepidotteri, falene e coleotteri) e api.
- Riproduzione: la fecondazione avviene fondamentalmente tramite l'impollinazione dei fiori (vedi sopra).
- Dispersione: i semi cadendo a terra (dopo essere stati trasportati per alcuni metri dal vento per merito del pappo – disseminazione anemocora) sono successivamente dispersi soprattutto da insetti tipo formiche (disseminazione mirmecoria).

## Tassonomia
La famiglia di appartenenza di questa voce (Asteraceae o Compositae, nomen conservandum) probabilmente originaria del Sud America, è la più numerosa del mondo vegetale, comprende oltre 23.000 specie distribuite su 1.535 generi, oppure 22.750 specie e 1.530 generi secondo altre fonti (una delle checklist più aggiornata elenca fino a 1.679 generi). La famiglia attualmente (2021) è divisa in 16 sottofamiglie.
Il genere Cirsium elenca 435 specie con una distribuzione cosmopolita, 35 delle quali sono presenti spontaneamente sul territorio italiano.

### Filogenesi
Il genere di questa voce è inserito nel gruppo tassonomico della sottotribù Carduinae. In precedenza provvisoriamente era inserito nel gruppo tassonomico informale "Carduus-Cirsium Group" (ora questo gruppo è descritto all'interno della sottotribù). La posizione filogenetica di questo geere nell'ambito della sottotribù è abbastanza vicina al "core" della sottotribù (con il genere Carduus forma un "gruppo fratello") e dalle analisi molecolari è stato calcolato in 7,2 milioni di anni fa la separazione di questo genere dal resto del gruppo (è stato l'ultimo a separarsi).

Il genere Cirsium spesso viene botanicamente “confuso” con altri generi come quello del Carduus o Cnicus (e di altri ancora). Le specie del primo genere ad esempio sono molto simili a quelle del Cirsium, anche se una certa distinzione è possibile servendosi dell'aspetto del pappo (in Cirsium è formato da setole piumose; mentre in Carduus è composto da pagliette denticolate scabre).

Questo genere appartiene al gruppo delle Asteraceae con capolini a soli fiori tubulosi e al sottogruppo “Piante spinose”. Quest'ultima è una distinzione pratica (senza valore tassonomico) per individuare facilmente i vari generi di una famiglia estremamente numerosa. Ulteriori distinzioni si possono avere in base alla morfologia del frutto achenio.

Il genere Cirsium appartiene alla tribù delle Cardueae (da alcuni autori indicata come Cynareae), tribù che il Sistema Cronquist assegna alla sottofamiglia Cichorioideae e che invece la classificazione APG colloca nella sottofamiglia Carduoideae.

Il numero cromosomico di base per questo genere è: 2n = 34 per l'areale Eurasiatico, e 2n = 30 per quello nord Americano.
In base ad analisi di tipo filogenetico combinata sul DNA nucleare e sui cloroplasti il genere  Cirsium  risulta inserito (come detto sopra) nel gruppo "Carduus-Cirsium Group" insieme ai seguenti generi:
- Carduus-Cirsium group:

- Carduus L.
- Notobasis Cass.
- Picnomon Adans.
- Silybum Adans.
- Tyrimnus Cass.

Questo gruppo, le cui specie sono distribuite soprattutto nella regione mediterranea, è caratterizzato da piante erbacee spinose (raramente senza spine) a ciclo biologico annuale, bienne e perenne. Le foglie sono decorrenti e spesso i fusti sono alati. I capolini sono caratterizzati da fiori omogamici (raramente quelli esterni sono sterili). Il colore delle corolle è generalmente porpora, ma anche giallo o bianco (meno spesso giallo). Le antere hanno delle corte code con filamenti papillosi. I frutti acheni hanno una superficie liscia e sono strettamente ob-ovoidi, ob-lunghi o orbicolati.

### Variabilità e Ibridi

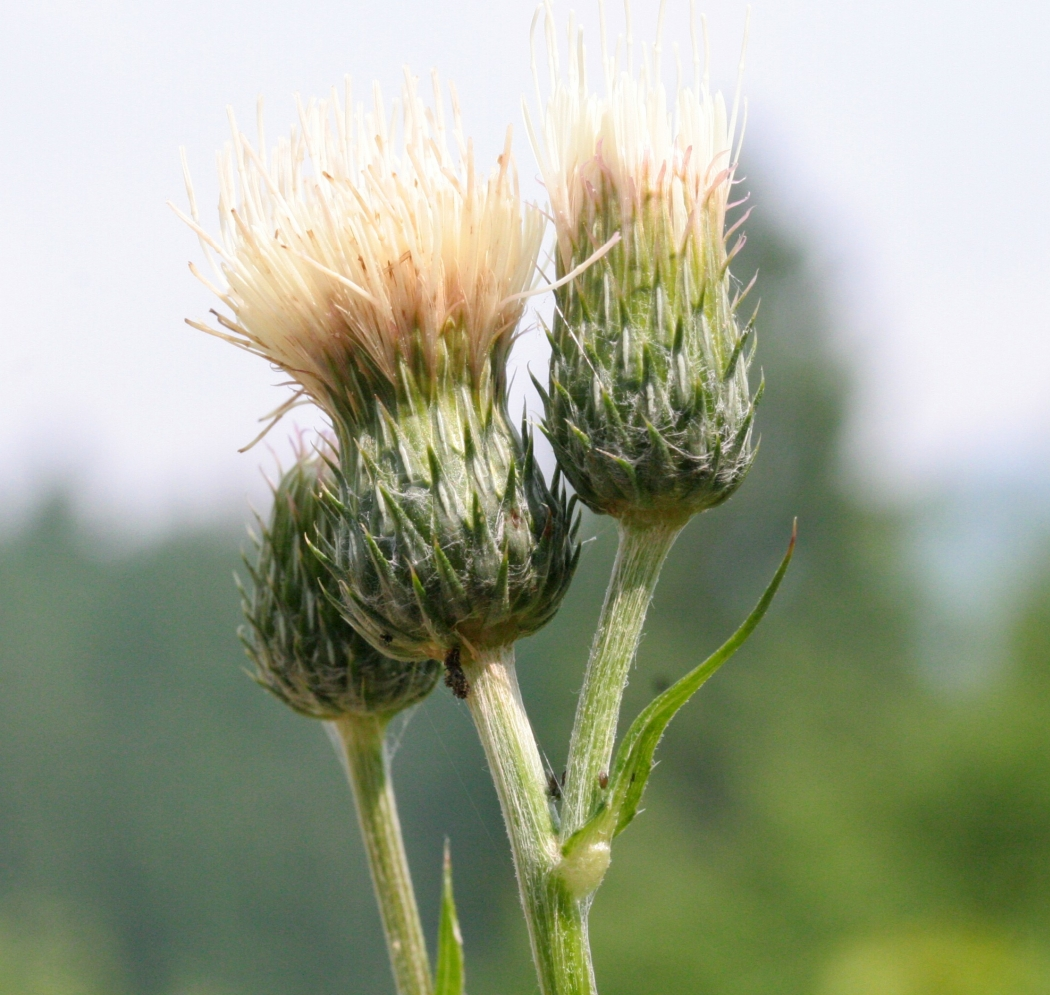
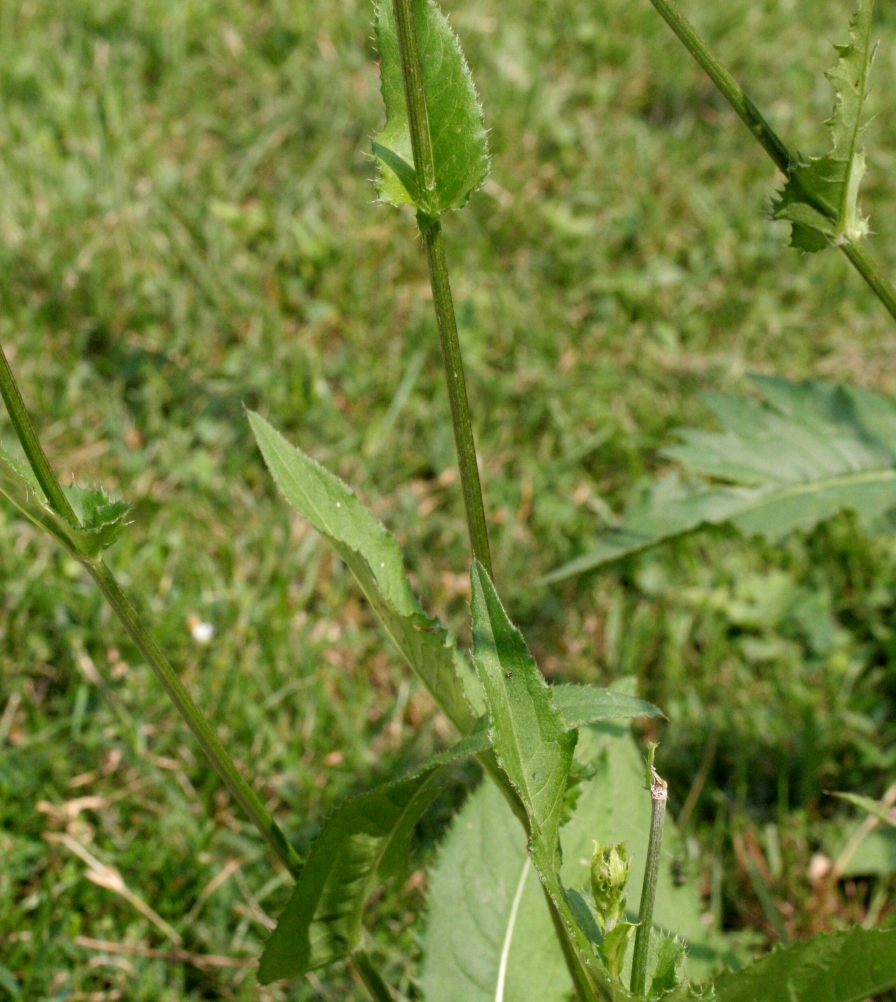
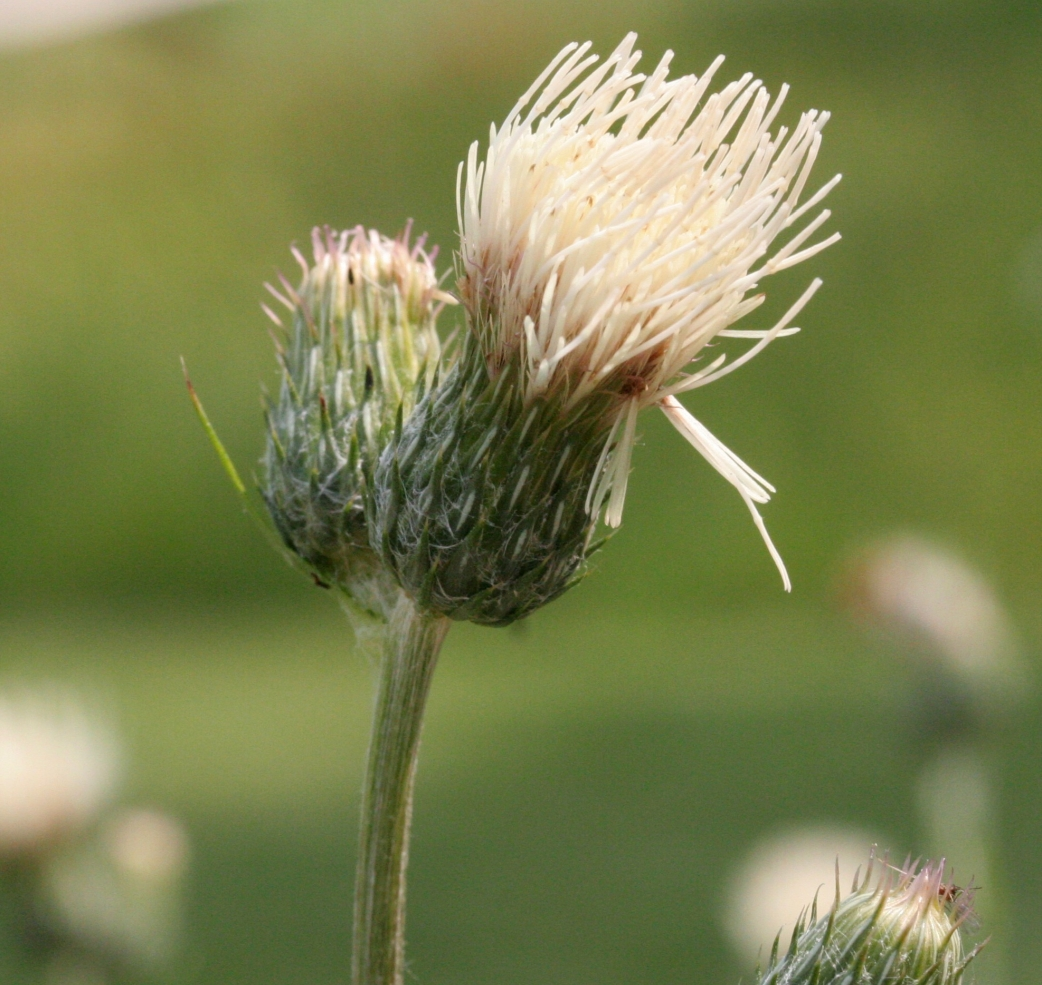
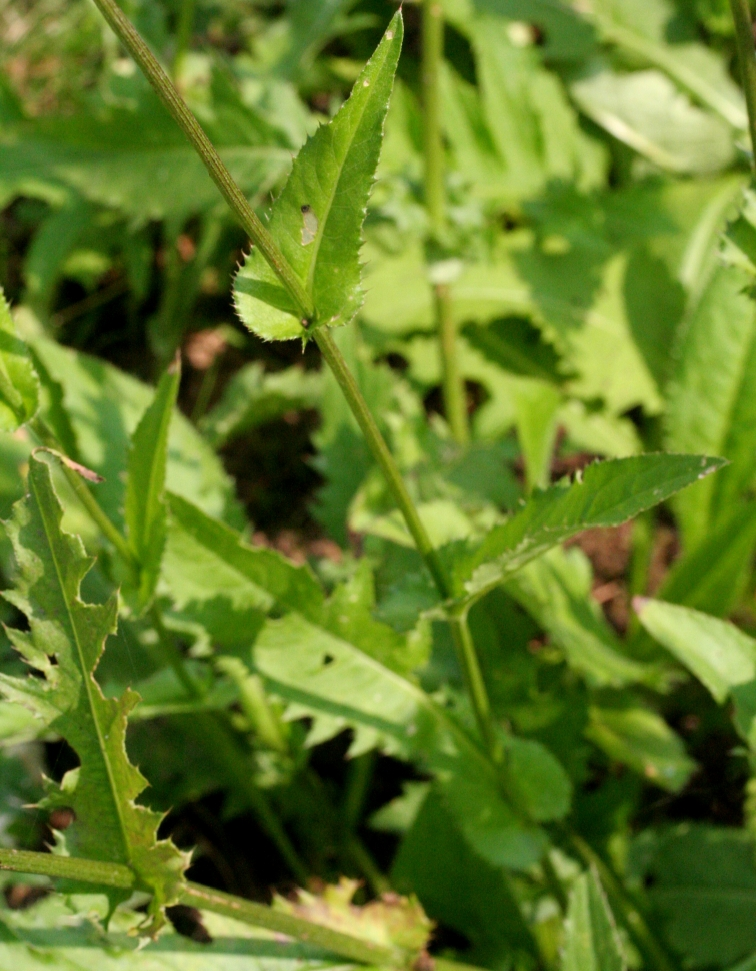

Le specie del Genere Cirsium si presentano da un punto di vista morfologico con molte varianti (sono piante con un alto grado di polimorfismo dovuto alla presenza di più di un allele per un dato locus). Questo è dovuto anche al fatto che facilmente si ibridano tra di loro e se in alcuni ibridi la fertilità risulta ridotta, in altri vi è una chiara mancanza di barriere intraspecifiche per cui facilmente possono emergere in modo stabile nuove combinazioni di caratteri. Sono stati fatti degli esperimenti d'incrocio fino a 6 specie diverse fra di loro. I vari ibridi possono esser distinti a seconda che prevalgono le caratteristiche dell'una o dell'altra parte. In effetti più di qualche ibrido può non essere riconosciuto come tale e trattato come variante o addirittura come taxa.
Documentiamo il fenomeno della ibridazione di questo Genere con due ibridi abbastanza comuni nelle Alpi: il Cirsium oleraceum con il Cirsium erisithales e il Cirsium pannonicum.

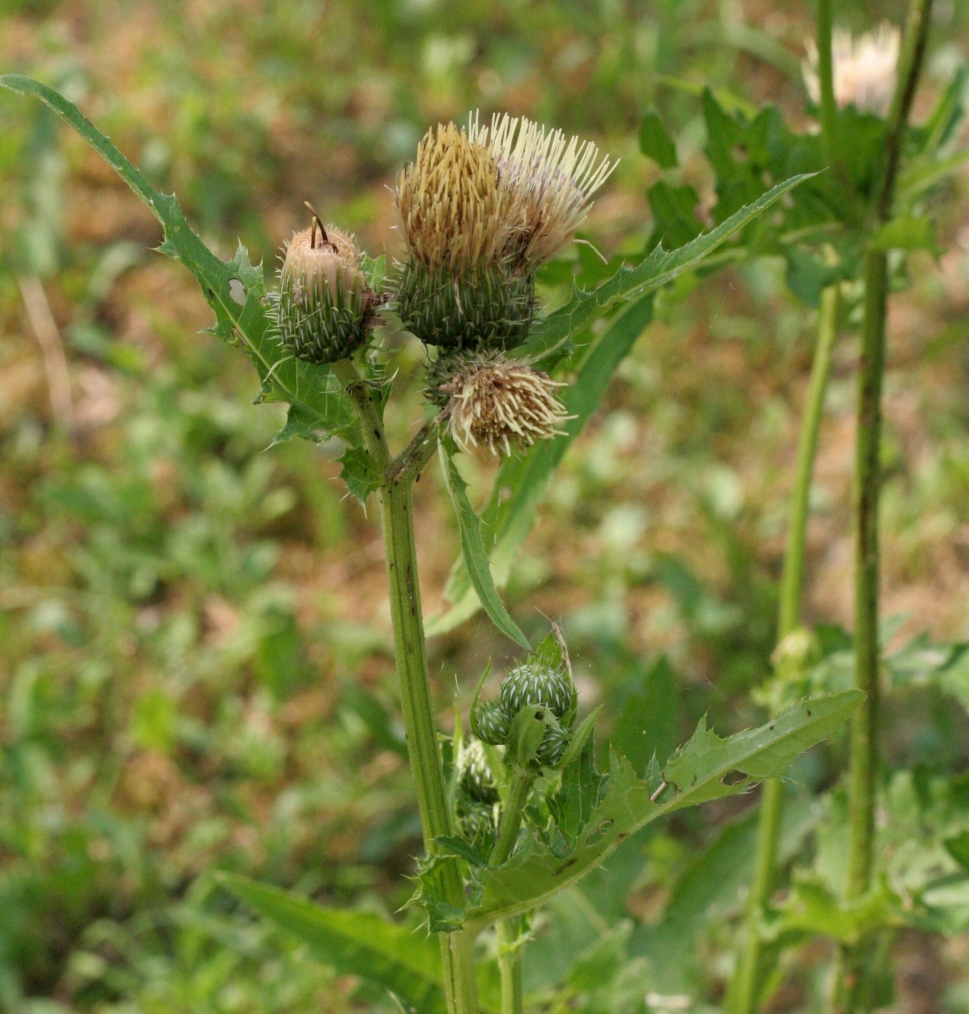
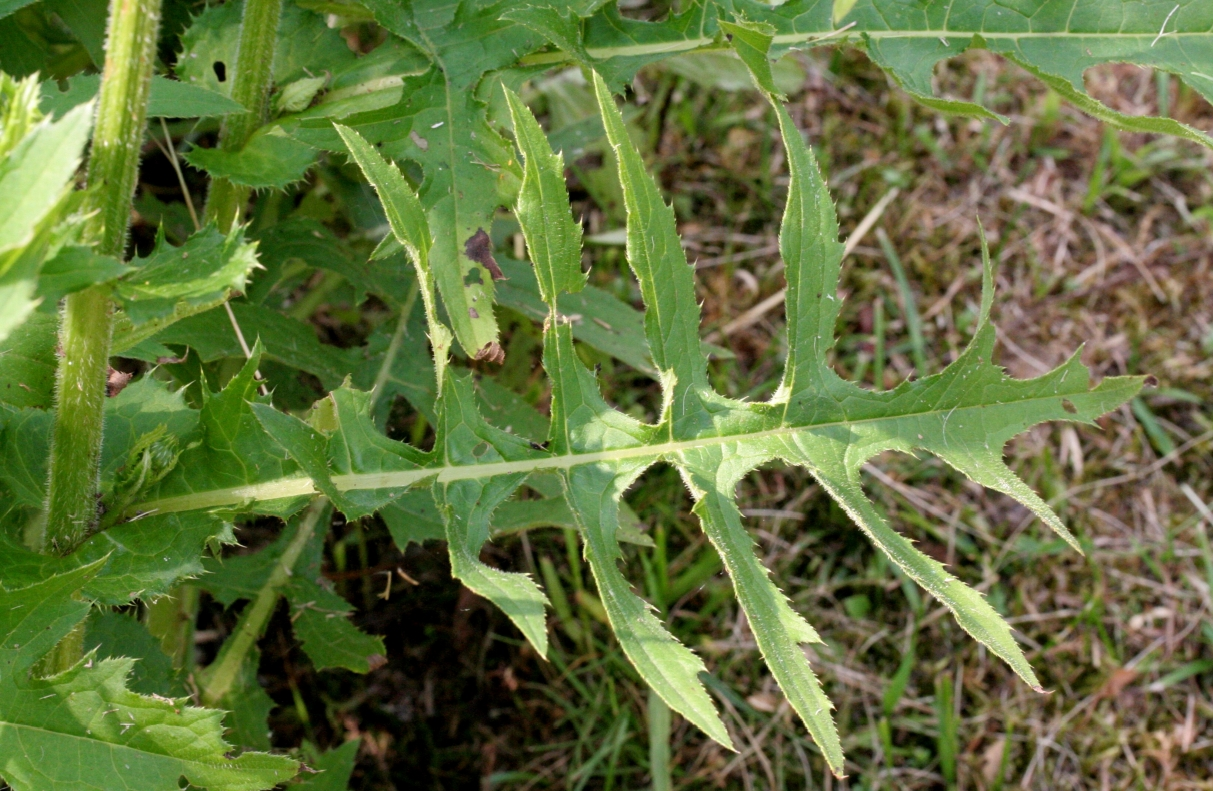
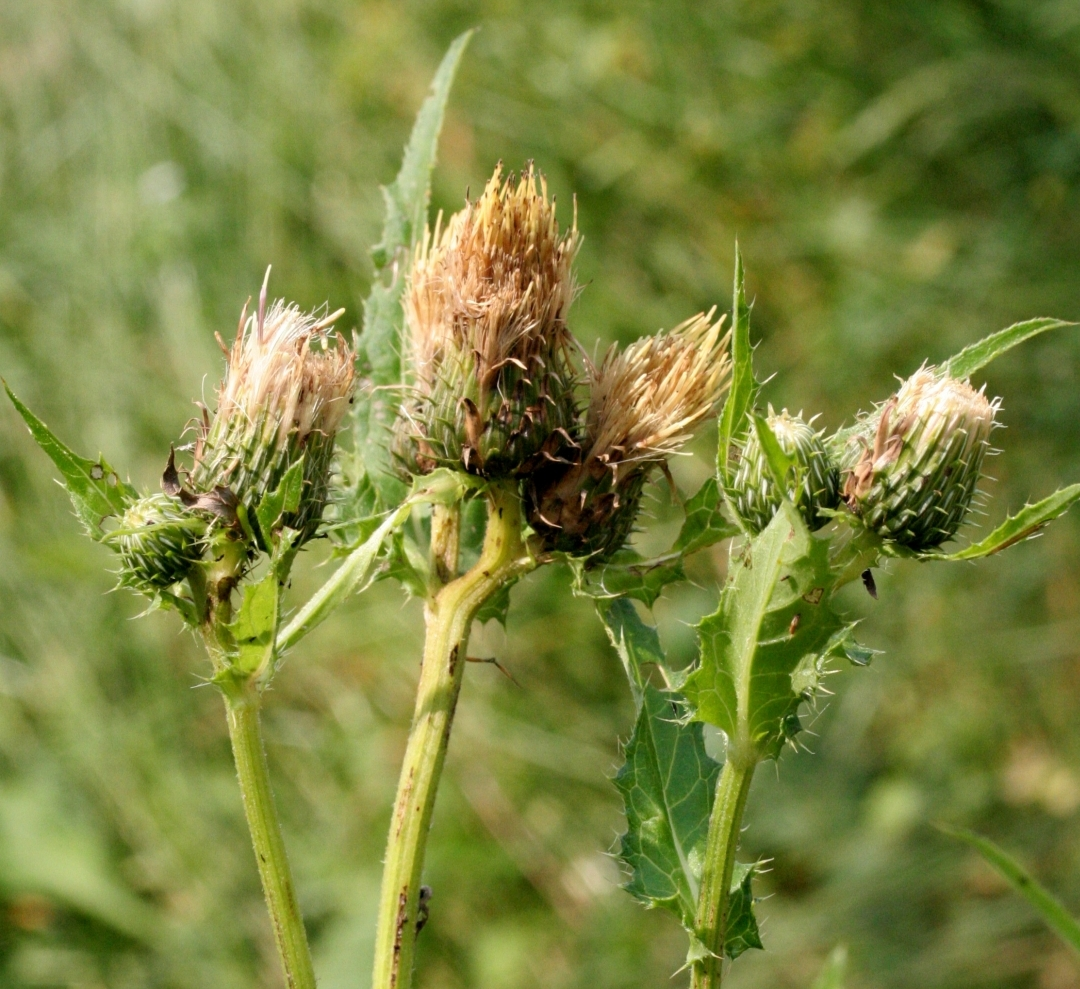
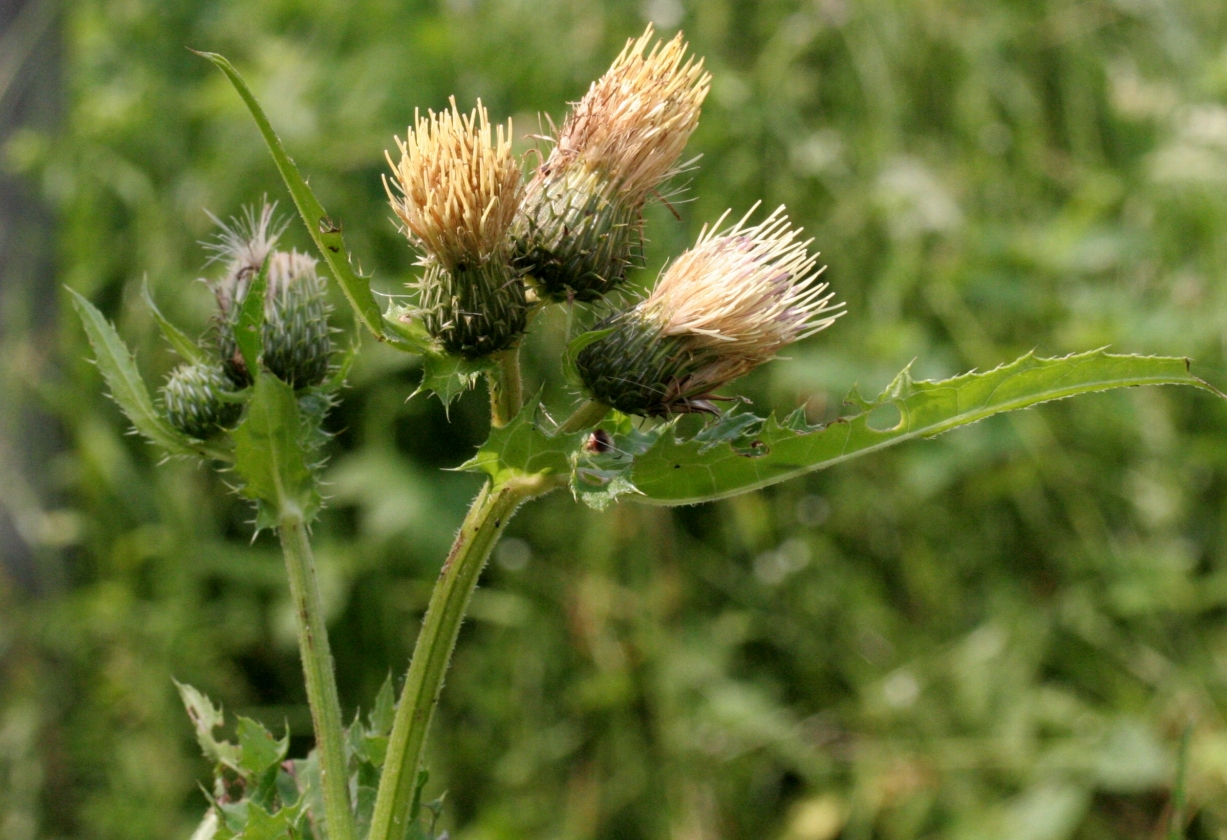

- Ibrido fra: Cirsium oleraceum e il Cirsium erisithales : l'impianto generale della pianta si avvicina di più alla specie oleraceum soprattutto per il colore verde chiaro - giallastro delle brattee; della specie erisithales sono evidenti i capolini più isolati e il fusto meno ramoso e più nudo nella parte alta; la divisione delle foglie è intermedia fra le due specie. Della specie  erisithales non è evidente il tipico portamento nutante del capolino (lievemente pendulo).

- Ibrido fra: Cirsium oleraceum e il Cirsium pannonicum : anche in questo caso prevalgono lievemente le caratteristiche più evidenti della specie oleraceum, mentre della specie pannonicum sono rilevanti le foglie a lamina quasi intera (e non divisa come in oleraceum) e l'infiorescenza formata da capolini isolati su fusto nudo e priva di brattee. Manca completamente il riferimento al colore rosso – vinoso della corolla tipica della specie pannonicum.

## Distribuzione e habitat
Le specie del genere “Cardo” sono delle piante tipicamente xerofile, sono quindi distribuite nell'Europa (in preferenza nelle zone centro – meridionali), nell'Asia temperata, nell'Africa del Nord soprattutto attorno al bacino del Mediterraneo ma con estensioni anche verso sud fino all'Abissinia. Nel Nuovo Mondo (America) sono distribuite attorno all'area boreale e centrale. Le diverse specie di questo genere, presenti nel Nord America (circa una sessantina), in base a preliminari studi filogenetici molecolari pare che si siano evolute da una singola introduzione dall'Eurasia.

L'habitat è il più vario essendo piante abbastanza robuste: paludi, prati, boschi, praterie, dune di sabbia e deserti.

## Usi
In genere queste piante sono abbastanza infestanti sia per la loro spinosità poco accetta al bestiame nei pascoli, che per la facilità con cui si riproducono e si propagano quando si installano in nuove zone (come ad esempio nel Nuovo Mondo – vedi le note); sono inoltre anche di poca importanza nell'economia umana.

### Cucina
Due sono le specie (Cirsium oleraceum e Cirsium eriophorum) che a volte sono usate in cucina nei nostri territori: i giovani getti e i ricettacoli possono essere consumati come i carciofi. I cardi in genere hanno pochissime calorie e richiedono molto tempo sia per pulirli che per cucinarli. Tra gli altri modi possono essere cucinati gratinati, fritti o messi sotto olio. In Sardegna si produce un liquore di cardo. Il momento migliore della raccolta è l'Inverno, periodo durante il quale il cardo raggiunge la maturità.

### Giardinaggio
Queste piante trovano un certo impiego nei giardini rocciosi e alpini; qui ricordiamo le specie più impiegate a tale scopo: Cirsium oleraceum, Cirsium spinosissimum, Cirsium eriophorum e Cirsium ferox.

## Ecologia
Alcune piante di cardo sono utilizzate come cibo dalle larve di lepidotteri tra le quali alcune specie della famiglia delle Coleophoridae, Geometridae, Noctuidae e Sphingidae.

## Notizie varie
- Il cardo, da un punto di vista storico è una pianta molto antica: i primi riferimenti certi sono stati trovati nella civiltà Egizia; ma prima ancora sembra che fosse usato in Etiopia.
- Negli Stati Uniti in più di qualche pubblicazione, questa pianta, viene considerata “erbaccia invasiva” che facilmente forma densi boschetti soppiantando altri tipi di vegetazione più utili come il foraggio dei pascoli; inoltre non è gradita al bestiame e risulta sgradevole anche alla fauna selvatica come cervi e alci (questo a causa della spinosità della pianta che alla fine risulta una caratteristica vincente per la specie in quanto resiste, più di altre specie, al passaggio delle varie mandrie di erbivori). La presenza di queste specie nel fieno diminuisce inoltre il suo valore di alimentazione e riduce il prezzo di mercato. In queste zone, per ridurre l'infestazione, si usano vari metodi sia meccanici che chimici (taglio selettivo in prossimità del suolo o taglio dei fiori prima della dispersione dei semi; oppure tramite opportuni erbicidi). La maggioranza dei Cardi non sono piante native dell'America e si pensa siano state introdotte durante il periodo coloniale negli Stati Uniti verso la fine dell'Ottocento come contaminante di sementi varie.
- Il cardo è il simbolo della Scozia. La leggenda racconta che un gruppo di vichinghi stavano per sorprendere nel sonno degli scozzesi; ma l'agguato fallì in quanto un invasore calpestando col piede nudo un cardo si mise a gridare.